# Прундень (комуна)
Прундень, Прундені (рум. Prundeni) — комуна у повіті Вилча в Румунії. До складу комуни входять такі села (дані про населення за 2002 рік):
- Бербучень (539 осіб)
- Зевідень (794 особи)
- Келіна (1621 особа)
- Прундень (1722 особи)

Комуна розташована на відстані 149 км на захід від Бухареста, 42 км на південь від Римніку-Вилчі, 57 км на північний схід від Крайови, 147 км на південний захід від Брашова.

## Населення
За даними перепису населення 2002 року у комуні проживали 4676 осіб.
Національний склад населення комуни:
| Національність | Кількість осіб | Відсоток |
| -------------- | -------------- | -------- |
| румуни         | 4665           | 99,8%    |
| цигани         | 8              | 0,2%     |
| угорці         | 3              | 0,1%     |

Рідною мовою назвали:
| Мова      | Кількість осіб | Відсоток |
| --------- | -------------- | -------- |
| румунська | 4674           | > 99,9%  |
| угорська  | 2              | < 0,1%   |

Склад населення комуни за віросповіданням:
| Релігія       | Кількість осіб | Відсоток |
| ------------- | -------------- | -------- |
| православні   | 4667           | 99,8%    |
| баптисти      | 4              | 0,1%     |
| римо-католики | 3              | 0,1%     |
| адвентисти    | 2              | < 0,1%   |